# گواهی زبان آلمانی
گواهی زبان آلمانی (Zertifikat Deutsch) یک آزمون بین‌المللی شناخته‌شده برای سنجش توانایی زبان آلمانی است. این آزمون برای سطح زبانی B1 در چارچوب اروپایی مشترک مرجع برای زبان‌ها مناسب است.
بعضی از سازمان‌ها نام این آزمون را تغییر داده‌اند. مانند انستیتو گوته که نام این آزمون را از می ۲۰۱۳ به Goethe-Zertifikat B1 تغییر داد.